# VTV Cup 2010
Giải bóng chuyền nữ quốc tế VTV Cup 2010 là giải đấu lần thứ 7  với sự phối hợp tổ chức của Liên đoàn bóng chuyền Việt Nam và Đài Truyền hình Việt Nam. Giải đấu được tổ chức tại nhà thi đấu thể dục thể thao tỉnh Đắc Lắc. Giải đấu được sự tài trợ chính của nhãn hàng Ferroli, nên còn có tên gọi là giải bóng chuyền nữ quốc tế VTV Ferroli Cup 2010.

## Các đội tham dự
- Việt Nam
- VTV Bình Điền Long An
- Malaysia
- Suansunanta
- Vingroup
- Thái Lan

## Giai đoạn vòng bảng

#### Bảng đấu
| Đội                   | St | T | B | Vt | Vb | Ts   | Dt  | Db  | Ts   | Điểm |
| --------------------- | -- | - | - | -- | -- | ---- | --- | --- | ---- | ---- |
| Việt Nam              | 5  | 5 | 0 | 15 | 2  | 7,50 | 418 | 305 | 1,37 | 10   |
| Thái Lan              | 5  | 4 | 1 | 13 | 2  | 6,50 | 439 | 388 | 1,13 | 9    |
| Vingroup              | 5  | 3 | 2 | 11 | 8  | 1,38 | 439 | 379 | 1,16 | 8    |
| VTV Bình Điền Long An | 5  | 2 | 3 | 8  | 9  | 0,89 | 342 | 368 | 0,93 | 7    |
| Suansunanta           | 5  | 1 | 4 | 5  | 12 | 0,42 | 321 | 386 | 0,83 | 6    |
| Malaysia              | 5  | 0 | 5 | 0  | 15 | 0    | 190 | 375 | 0,51 | 5    |

#### Kết quả
| Ngày | Thời gian |                       | Điểm |                       | Set 1 | Set 2 | Set 3 | Set 4 | Set 5 | Tổng    | Nguồn |
| ---- | --------- | --------------------- | ---- | --------------------- | ----- | ----- | ----- | ----- | ----- | ------- | ----- |
| 25/7 | 14:30     | Malaysia              | 0–3  | VTV Bình Điền Long An | 11–25 | 7–25  | 11–25 |       |       | 29–75   |       |
| 25/7 | 17:00     | Suansunanta           | 2–3  | Vingroup              | 25–22 | 18–25 | 15–25 | 25–23 | 12–15 | 95–110  |       |
| 25/7 | 21:30     | Việt Nam              | 3–1  | Thái Lan              | 25–22 | 19–25 | 26–24 | 25-15 |       | 95–86   |       |
| 26/7 | 14:30     | VTV Bình Điền Long An | 3–0  | Suansunanta           | 27–25 | 25–20 | 25–14 |       |       | 75–59   | Nguồn |
| 26/7 | 17:00     | Việt Nam              | 3–0  | Malaysia              | 25–16 | 25–16 | 25–8  |       |       | 75–40   | Nguồn |
| 26/7 | 19:00     | Thái Lan              | 3–1  | Vingroup              | 25–21 | 27–25 | 22–25 | 25–21 |       | 99–92   |       |
| 27/7 | 14:30     | Suansunanta           | 3–0  | Malaysia              | 25–17 | 25–18 | 25–16 |       |       | 75–51   | Nguồn |
| 27/7 | 17:00     | VTV Bình Điền Long An | 2–3  | Thái Lan              | 21–25 | 25–22 | 19–25 | 25–17 | 12–15 | 102–104 | Nguồn |
| 27/7 | 19:00     | Việt Nam              | 3–1  | Vingroup              | 25–18 | 23–25 | 26–24 | 25-20 |       | 98–87   | Nguồn |
| 28/7 | 14:30     | Thái Lan              | 3–0  | Malaysia              | 25–12 | 25–14 | 25–16 |       |       | 75–42   | Nguồn |
| 28/7 | 17:00     | Việt Nam              | 3–0  | Suansunanta           | 25–12 | 25–8  | 25–15 |       |       | 75–35   | Nguồn |
| 28/7 | 19:00     | VTV Bình Điền Long An | 0–3  | Vingroup              | 20–25 | 24–26 | 15–25 |       |       | 59–75   | Nguồn |
| 29/7 | 14:30     | Thái Lan              | 3–0  | Suansunanta           | 25–23 | 25–19 | 25–15 |       |       | 75–57   | Nguồn |
| 29/7 | 17:00     | Vingroup              | 3–0  | Malaysia              | 25–9  | 25–11 | 25–8  |       |       | 75–28   | Nguồn |
| 29/7 | 19:00     | Việt Nam              | 3–0  | VTV Bình Điền Long An | 25–20 | 25–14 | 25–23 |       |       | 75–57   | Nguồn |

## Vòng tranh thứ hạng
|  | Bán kết                   | Bán kết  |                           |   | Chung kết | Chung kết |
|  |                           |          |                           |   |           |           |
|  | 30-7-2010 – Buôn Ma Thuột |          |                           |   |           |           |
|  |                           |          |                           |   |           |           |
|  | Việt Nam                  | 3        |                           |   |           |           |
|  | Việt Nam                  | 3        | 31-7-2010 – Buôn Ma Thuột |   |           |           |
|  | VTV Bình Điền Long An     | 1        |                           |   |           |           |
|  | VTV Bình Điền Long An     | 1        | Việt Nam                  | 3 |           |           |
|  | 30-7-2010 – Buôn Ma Thuột |          | Việt Nam                  | 3 |           |           |
|  |                           | Vingroup | 2                         |   |           |           |
|  | Thái Lan                  | Vingroup | 2                         | 0 |           |           |
|  | Thái Lan                  |          |                           | 0 |           |           |
|  | Vingroup                  | 3        |                           |   |           |           |
|  | Vingroup                  | 3        | Tranh giải ba             |   |           |           |
|  |                           |          |                           |   |           |           |
|  | 31-7-2010 – Buôn Ma Thuột |          |                           |   |           |           |
|  |                           |          |                           |   |           |           |
|  | VTV Bình Điền Long An     | 1        |                           |   |           |           |
|  | VTV Bình Điền Long An     | 1        |                           |   |           |           |
|  | Thái Lan                  | 3        |                           |   |           |           |

### Bán kết
| Ngày | Thời gian |          | Điểm |                       | Set 1 | Set 2 | Set 3 | Set 4 | Set 5 | Tổng  | Nguồn |
| ---- | --------- | -------- | ---- | --------------------- | ----- | ----- | ----- | ----- | ----- | ----- | ----- |
| 30/7 | 16:30     | Việt Nam | 3–1  | VTV Bình Điền Long An | 25–15 | 21–25 | 25–12 | 25–18 |       | 96–70 | Nguồn |
| 30/7 | 19:00     | Thái Lan | 0–3  | Vingroup              | 19–25 | 17–25 | 26–28 |       |       | 62–78 | Nguồn |

### Tranh hạng 3
| Ngày | Thời gian |                       | Điểm |          | Set 1 | Set 2 | Set 3 | Set 4 | Set 5 | Tổng  | Nguồn |
| ---- | --------- | --------------------- | ---- | -------- | ----- | ----- | ----- | ----- | ----- | ----- | ----- |
| 31/7 | 16:30     | VTV Bình Điền Long An | 1–3  | Thái Lan | 20–25 | 25–23 | 17–25 | 20–25 |       | 82–98 | Nguồn |

### Chung kết
| Ngày | Thời gian |          | Điểm |          | Set 1 | Set 2 | Set 3 | Set 4 | Set 5 | Tổng   | Nguồn |
| ---- | --------- | -------- | ---- | -------- | ----- | ----- | ----- | ----- | ----- | ------ | ----- |
| 31/7 | 20:00     | Việt Nam | 3–2  | Vingroup | 25–23 | 25–15 | 20–25 | 21–25 | 15–10 | 106–78 | Nguồn |

## Xếp hạng chung cuộc
| Xếp hạng | Đội bóng              |
| -------- | --------------------- |
|          | Việt Nam              |
|          | Vingroup              |
|          | Thái Lan              |
| 4        | VTV Bình Điền Long An |
| 5        | Suansunanta           |
| 6        | Malaysia              |

## Các giải thưởng cá nhân
- Vận động viên xuất sắc toàn diện:  Việt Nam: Đổ Thị Minh
- Vận động viên tấn công xuất sắc nhất:  Thái Lan: Karina Krause
- Vận động viên chắn bóng tốt nhất:  Vingroup: Trach Olga
- Vận động viên chuyền hai tốt nhất:  VTV Bình Điền Long An: Lê Thị Ánh Nguyệt
- Vận động viên phát bóng tốt nhất:  Việt Nam: Nguyễn Thị Ngọc Hoa
- Vận động viên phòng thủ tốt nhất:  Thái Lan: Yupa Sanitklang
- Vận động viên bắt bước một tốt nhất:  Thái Lan: Yupa Sanitklang
- Vận động viên Libero tốt nhất:  Thái Lan: Yupa Sanitklang
- Hoa khôi VTV Ferroli Cup 2010:  Vingroup: Degtyarova Maryna